# Zoran Vulić
Zoran Vulić (Split, 4 d'octubre de 1961) és un exfutbolista i entrenador croat. Com a futbolista ocupava la posició de migcampista.

## Trajectòria
Va destacar a l'HNK Hajduk Split, equip en el qual va disputar 167 partits i va marcar 25 gols al llarg de la dècada dels 80. Posteriorment passa per les competicions espanyola i francesa.
El 1993 retorna a l'Hajduk, on passa dues campanyes abans de retirar-se. Amb el club de Split, va guanyar dues Copes de Iugoslàvia (1984 i 1987), dues lligues de Croàcia (1994 i 1995) i una Copa de Croàcia (1995).
Va ser internacional per l'antiga Iugoslàvia en 25 ocasions, tot marcant un gol. Amb el quadre balcànic va acudir al Mundial de 1990. El 1992, va disputar tres partits amb la nova selecció croata.

## Com a entrenador
Inicia la seua carrera com a tècnic el 1998. Durant els següents anys es faria càrrec de l'Hajduk Split en diversos períodes: 1998, 00/01, 02/04 i 06/07. El gener del 2008 marxa al FC Luch-Energiya Vladivostok rus, on roman un any. De nou a Croàcia, el 2009 està al capdavant del NK Rijeka.
Al febrer del 2010 fitxa pel NK Istra 1961.